# Yasuhide Ihara
Yasuhide Ihara (井原 康秀?, Ihara Yasuhide; Prefettura di Saga, 8 marzo 1973) è un ex calciatore giapponese, di ruolo difensore.